# ダルコ・ヴェルコヴスキ
ダルコ・ヴェルコヴスキ（マケドニア語: Дарко Велковски、1995年6月21日 - ）は、北マケドニア共和国のサッカー選手。FCディナモ・ブカレスト所属。北マケドニア代表。ポジションはDFまたはMF。

## クラブ経歴
FKマケドニヤ・ジョルチェ・ペトロフの下部組織からFKラボトニツキに加入。117試合に出場して11ゴールを決めた。2015年にFKバルダールに移籍した。
サウジアラビアのアル・イテファクを経て、2024年1月3日、ルーマニアのFCディナモ・ブカレストに加入した。

## 代表歴
2014年6月18日の中華人民共和国代表との親善試合でA代表初出場。
2020年10月8日、UEFA EURO 2020予選プレーオフのコソボ戦で代表初ゴールを決めた。